# Ozokérite

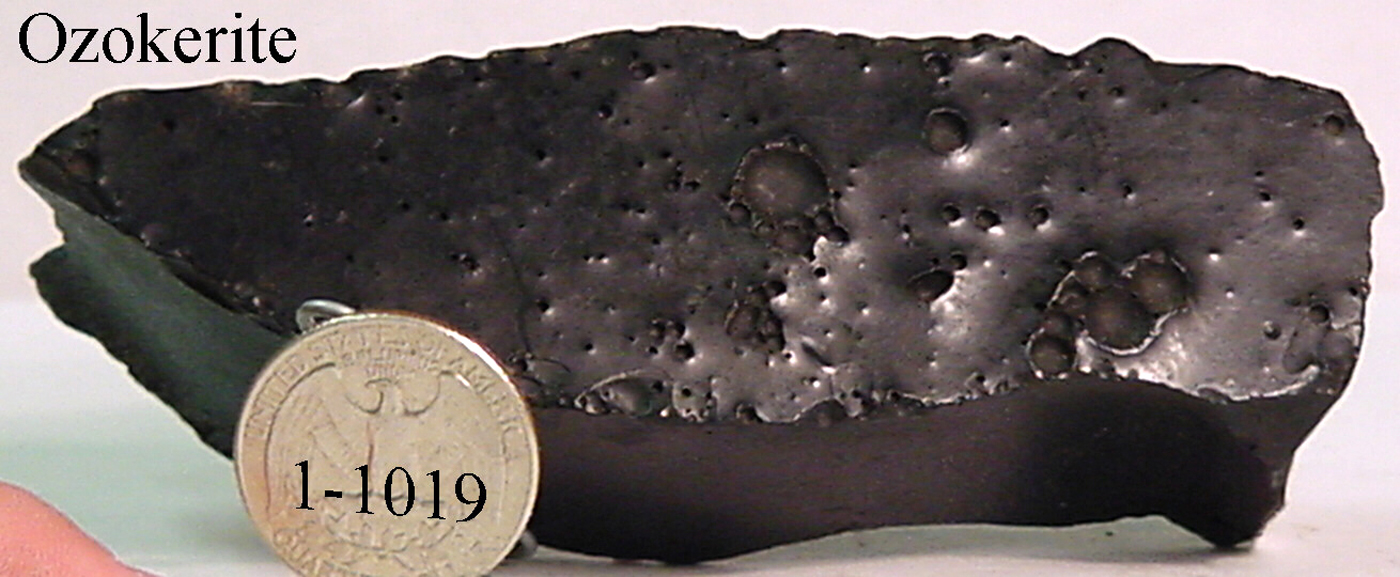
Échantillon d'Ozokérite (Noter l'apparence « vitrifiée » de la surface du minéral.

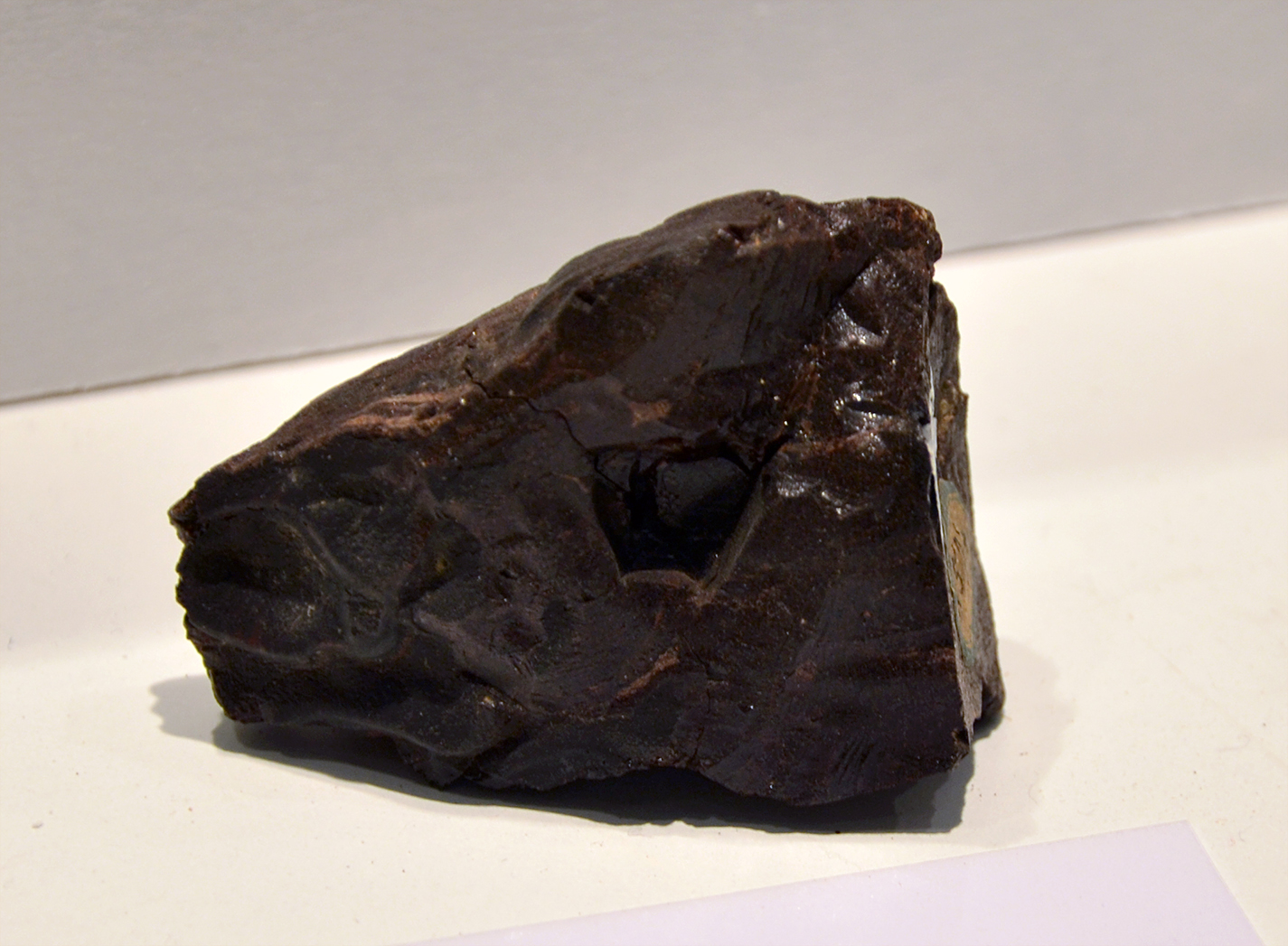
Autre échantillon d'Ozokérite (Muséum d'Histoire naturelle de Lille).

L’ozokérite ou ozocérite (du grec Όζο oze, puanteur, et  κηρός kêrós, cire) est une roche naturellement odorante et ayant la consistance d'une cire (en raison de sa teneur en Paraffine). Il existe de nombreux gisements dans le monde de cet « hydrocarbure naturel ». Il s'agit d'une roche riche en carbone fossile constituée d'un mélange naturel de paraffines à longue chaîne et parfois classé dans les huiles minérales.
On nomme parfois aussi (mais improprement) ozocérite une « cire » extraite (par traitement physicochimique)  de la lignine.

## Origines

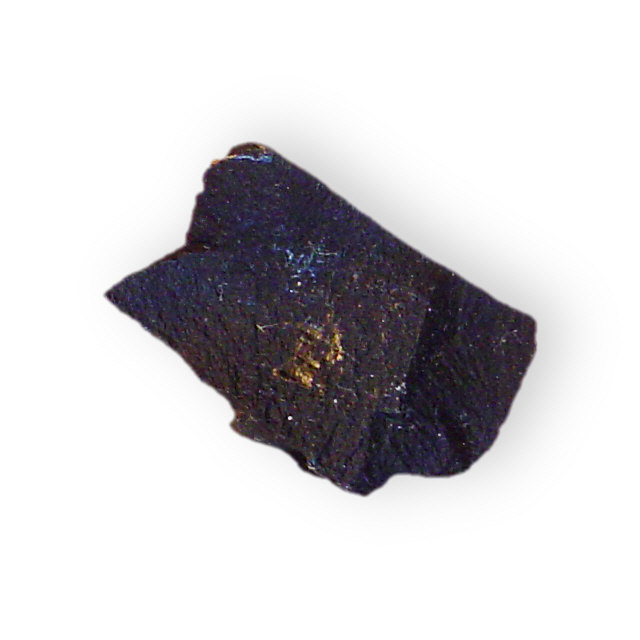
Échantillon d'ozokérite provenant du Comté de Wasatch, dans l'Utah.

Ce minéral a été découvert dans au moins une trentaine de pays différents, notamment en Écosse, dans le Northumberland, au Pays de Galles et à Ein-Humar (Jordanie) sur la partie orientale de la Mer Morte. 
Bien que beaucoup de ressources aient déjà été produites dans l'Utah, certains de ses gisements ont une importance particulière (ceux de l'île de Cheleken (devenue une péninsule), près de Turkmenbashi, et quelques gisements situés dans l'Himalaya en Inde et dans l'Utah aux États-Unis, (ex. : mines de Soldier Summit). 
Les sources actuellement exploitées commercialement sont situées en Galicie, à Boryslav,, Dzwiniacz et Starunia, mais ce minéral est aussi présent en d'autres lieux sur les deux grands versants des Carpates.
Les dépôts ozokéritiques sont des veines minérales, supposées avoir comme origine une lente évaporation de pétrole dans des conditions ayant permis son oxydation et un dépôt de paraffine dissoute dans les fissures ou crevasses auparavant occupées par le liquide. 
L'ozokérite native présente diverses formes : d'une cire très douce à une masse noire d'une dureté comparable à celle du gypse.

## Propriétés chimiques
Ce minéral est supposé souvent ou toujours plus ou moins lié à des huiles lourdes et des bitumes, dont il s'est séparé par accumulation de paraffines de haut poids moléculaire sous l'effet de la chaleur géothermique, puis d'une « précipitation » lors de l'abaissement de la température de la roche. Il est chimiquement constitué d'un mélange de divers hydrocarbures à longues chaînes (C22 à C53 principalement), 85 à 87 % de son poids étant du carbone. Il peut être dépourvu de molécules aromatiques et cyclo-paraffiniques. 
Il est soluble dans l'éther diéthylique, le pétrole, le benzène, l'essence de térébenthine, le chloroforme, le disulfure de carbone et d'autres solvants organiques.

## Propriétés physiques
Sa densité varie 0,85 à 0,95 et son point de fusion de 58 à 100 °C.
L'ozokérite de Galicie a une couleur allant du jaune pâle au brun foncé, avec des reflets vert en raison d'un dichroïsme. Il fond généralement à 62 °C. 

## Exploitation minière
Au tout début du XXe siècle (en 1901), le seul gisement réputé commercialement exploitable de « cire minérale » (ozocérite) d'Europe était situé en Pologne (à Boryslav, en Galicie) ; ceux de la houillère d'Urpeth, près de Newcastle, ou de Slanik (en Moldavie) étaient déjà connus, mais réputés de moindre intérêt. 
L'extraction industrielle d'ozokérite plus ou moins « pure » a commencé en Galicie (Pologne) dans les années 1880, mais ce minéral était antérieurement exploité à la main dans des mines appartenant au Boryslaw Actien Gesellschaft et à la Banque de Galicie, qui ont pu être conduites jusqu'à 200 à 225 mètres de profondeur grâce à l'utilisation d'électricité pour le transport de l'ozokérite, le pompage de dénoyage des galeries, la ventilation, l'éclairage, etc. Une fois arrivé en surface, un tri manuel était encore nécessaire. 
Dans d'autres cas les stériles ont été séparés de la roche carbonée en faisant bouillir le tout dans de l'eau, dans de grandes cuves de cuivre où la cire fondue remonte en surface. 
Dans d'autres cas elle est fondue sans eau et les impuretés en sont éliminées par « écrémage », la cire pouvant ensuite être moulée avant d'être mise sur le marché. 
Les mines d'ozokérite ont peu à peu fermé à partir des années 1940 en raison de la concurrence des cires de paraffine synthétisées à partir du pétrole. Cependant son point de fusion plus élevé que celui de la plupart des cires de pétrole le favorise encore pour certaines applications (isolants électriques, bougies, additif pour la fabrication de mouchoirs en papier extra-doux).

## Traitement industriel
L'ozokérite peut encore être affinée par un premier traitement à l'acide sulfurique puis au charbon de bois pour produire une cire plus pure dite cérésine (ou cérasine). Cette cérésine ou même l'ozokérite pure a un point de fusion de 16 à 26 °C qui en a fait un adultérant courant (légal et breveté ou illégal) de cires mises sur le marché, alors généralement artificiellement colorée pour ressembler à une cire normale.
La distillation d'ozokérite dans un flux de vapeur surchauffée permet de produire un matériau proche de la paraffine obtenue à partir de pétrole ou d'huile de schiste, mais avec un point de fusion plus bas.

## Utilisations
Son point de fusion plus haut que celui de la cire lui donne une grande valeur pour les usages (ex. : bougies, ou stabilisateur de produits explosifs tel que le TNT) faits dans des climats chauds). Il a été proposé et/ou très utilisé comme composant dans plusieurs produits cosmétiques pour les cheveux ou la peau (exemple : stick antitranspiration, produits cosmétiques pour les lèvres,, produit à blanchir la peau, à base d'hydroquinone, crèmes solaires, stick de répulsif pour insecte). 
Il a été utilisé (et l'est encore ?) comme additif alimentaire, au Japon par exemple.
On en tire aussi des huiles légères de distillation et un produit ressemblant à de la vaseline. 
Le résidu des alambics est une substance cireuse noire et dure qui, en mélange avec du latex (naturel) a été utilisé sous le nom d'okonite comme isolant électrique. Ce même résidu a aussi été utilisé pour produire un matériau permettant d'obtenir une surface polie sous les talons et semelles de chaussures. L'ozokérite pure a aussi été utilisée comme isolant de fil électrique au XIXe siècle (en remplacement de la paraffine pour imperméabiliser le fil de soie ou le tissu qui entourait le fil électrique.

## Fossiles et intérêtpaléontologique
Comme dans d'autres roches fossiles non liquides (telles que la tourbe, certains schistes et divers types de charbon) ce minéral peut renfermer des fossiles, parfois en quelque sorte momifiés ou selon JC Gall « confits » dans une roche liquide qui s'est peu à peu transformée en un minéral cireux imperméable). On a pu y trouver des fossiles de grande taille dont par exemple deux rhinocéros laineux dans les ozocérites de Starunia (anciennement Pologne) de même que des insectes de divers ordres, dont celui des coléoptères, parfaitement préservés.

## Biodégradation?
Une étude publiée en 1962 par deux microbiologistes fait état de la découverte d'un champignon du genre Candida trouvé sur de la roche carbonée provenant de veines d'ozokérite.